# Bannykus
Bannykus è un genere estinto di dinosauro teropode alvarezsauroide vissuto nel Cretaceo superiore, circa 125-113 milioni di anni fa (Aptiano-Albiano), in quella che oggi è la Formazione Bayin-Gobi, nella Mongolia Interna, Cina. Il genere include una singola specie, ossia B. wulatensis. Bannykus è relativamente grande per essere un'alvarezsauro, con un peso stimato di 24 kg basato sulla circonferenza femorale.
Il Bannykus, insieme a Xiyunykus, colma una lacuna di 70 milioni di anni nell'evoluzione degli alvarezsauri, esibendo morfologie craniche e postcraniche intermedie tra la tipica zampa anteriore da teropode, presente anche in Haplocheirus, e gli arti anteriori corti ma robusti dotati di un singolo dito artigliato degli alvezsauridi del Cretaceo superiore, come Mononykus.